# Yquelon
Yquelon is een gemeente in het Franse departement Manche in de regio Normandië. De plaats maakt deel uit van het arrondissement Avranches. Yquelon telde op 1 januari 2022 1.186 inwoners.

## Geografie
De oppervlakte van Yquelon bedroeg op 1 januari 2022 2,14 vierkante kilometer; de bevolkingsdichtheid was toen 554,2 inwoners per km².

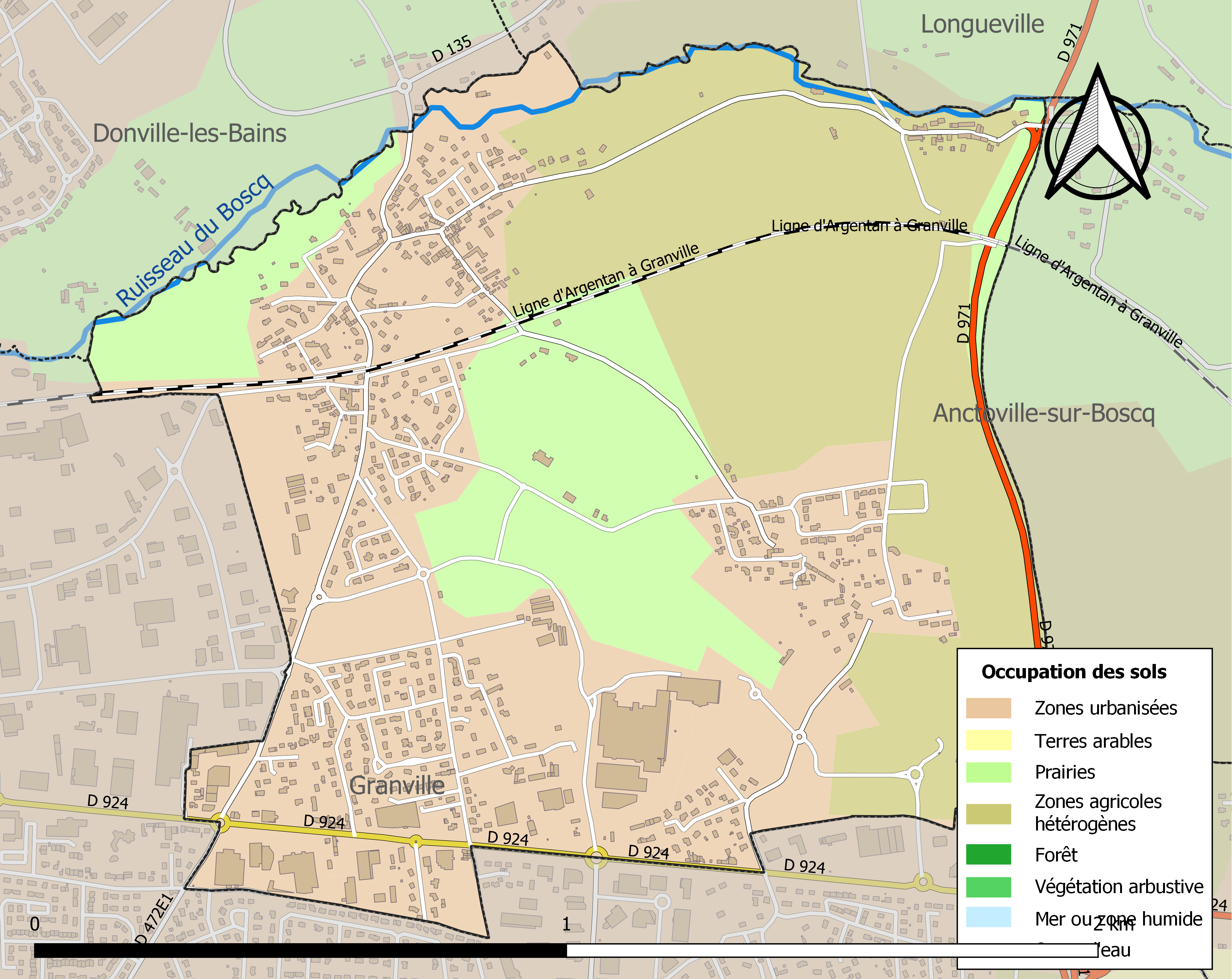
Kaart van de gemeente met de belangrijkste infrastructuur, bodemgebruik en omliggende gemeenten

## Demografie
Onderstaande figuur toont het verloop van het inwonertal (bron: INSEE-tellingen).

Donville-les-Bains · Granville · Saint-Pair-sur-Mer · Yquelon